# Skelton Knaggs
Pour les articles homonymes, voir Knaggs.
 (décembre 2023).
Si vous disposez d'ouvrages ou d'articles de référence ou si vous connaissez des sites web de qualité traitant du thème abordé ici, merci de compléter l'article en donnant les références utiles à sa vérifiabilité et en les liant à la section « Notes et références ».

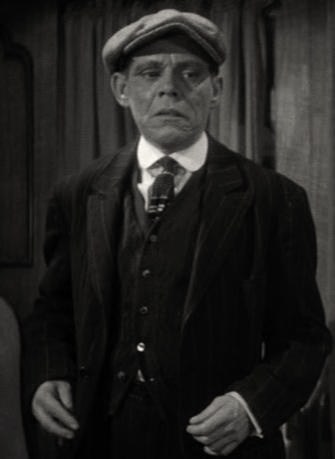
Dans Le Train de la mort (1946)

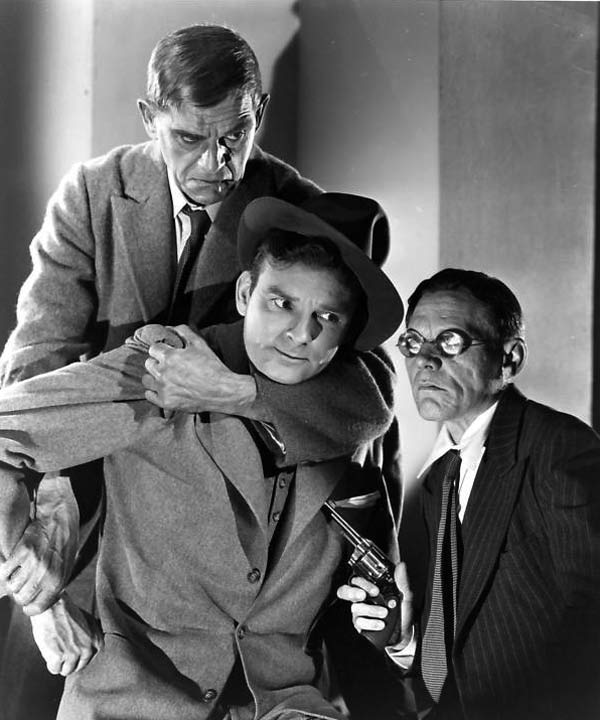
De g. à d. : Boris Karloff, Ralph Byrd et Skelton Knaggs, dans Dick Tracy contre le gang (1947)

Skelton (Barnaby) Knaggs (né le 27 juin 1911 à Sheffield, dans le Yorkshire du Sud) et mort le 1er mai 1955 à Los Angeles , en Californie)  est un acteur anglais.

## Biographie
Au cinéma, Skelton Knaggs débute en Angleterre dans trois films sortis courant 1936, dont Rembrandt d'Alexander Korda (avec Charles Laughton et Gertrude Lawrence). Suivent trois autres films britanniques, le dernier étant L'Espion noir de Michael Powell (avec Conrad Veidt et Sebastian Shaw), sorti en 1939.
La même année 1939, alors qu'il vient de s'établir aux États-Unis, sort son premier film américain, Torture Ship (en) de Victor Halperin (avec Lyle Talbot et Irving Pichel). Parmi ses vingt-sept autres films américains (comme second rôle de caractère ou dans des petits rôles non crédités), mentionnons Le Train de la mort de Roy William Neill (1946, avec Basil Rathbone et Nigel Bruce), Dick Tracy contre le gang de John Rawlins (1947, avec Boris Karloff et Ralph Byrd) et Barbe-Noire le pirate de Raoul Walsh (1952, avec Robert Newton et Linda Darnell).
Son dernier film est Les Contrebandiers de Moonfleet de Fritz Lang (avec Stewart Granger et George Sanders), sorti le 24 juin 1955, près de deux mois après sa mort prématurée, d'une cirrhose consécutive à un alcoolisme chronique.
Pour la télévision, après une pièce de théâtre téléfilmée en 1937, Skelton Knaggs contribue à six séries américaines de 1950 à 1955, dont Dick Tracy (deux épisodes, 1950) et Boston Blackie (trois épisodes, 1952).
Au théâtre, il joue à Broadway dans deux pièces, au cours des années 1940.

## Filmographie partielle

### Cinéma
- 1936 : Everything Is Thunder de Milton Rosmer : Le jeune homme à la lanterne
- 1938 : South Riding de Victor Saville : Reginald « Reg » Aythorne
- 1938 : The High Command de Thorold Dickinson : Fazerack
- 1939 : L'Espion noir (The Spy in Black) de Michael Powell : Le marin allemand avec le capitaine Hardt
- 1939 : Torture Ship (en) de Victor Halperin : Jesse Bixel
- 1940 : La Frontière des diamants (Diamond Frontier) d'Harold D. Schuster : Morgan
- 1943 : Le Vaisseau fantôme (The Ghost Ship) de Mark Robson : Finn, le muet
- 1944 : Rien qu'un cœur solitaire (None but the Lonely Heart) de Clifford Odets : Lou « Slush » Atley
- 1944 : La Vengeance de l'homme invisible (The Invisible Man's Revenge) de Ford Beebe : Alf Perry
- 1944 : Jack l'Éventreur (The Lodger) de John Brahm : L'homme au panier
- 1945 : La Maison de Dracula (House of Dracula) d'Erle C. Kenton : Steinmuhl
- 1945 : Le Portrait de Dorian Gray (The Picture of Dorian Gray) d'Albert Lewin : Un serveur du « Blue Gate Fields »
- 1945 : L'Île des morts (Isle of the Dead) de Mark Robson : Andrew Robbins
- 1946 : Le Train de la mort (Terror by Night) de Roy William Neill : Sands
- 1946 : Dick Tracy contre Cueball (Dick Tracy vs. Cueball) de Gordon Douglas : Rudolph
- 1946 : Scandale à Paris (A Scandal in Paris) de Douglas Sirk : Le cousin Pierre
- 1946 : Bedlam de Mark Robson : Varney
- 1946 : Nuit et Jour (Night and Day) de Michael Curtiz : Un vendeur de journaux
- 1947 : Ambre (Forever Amber) d'Otto Preminger : Blueskin
- 1947 : Dick Tracy contre le gang (Dick Tracy Meets Gruesome) de John Rawlins : « X-Ray »
- 1948 : Visage pâle (The Paleface) de Norman Z. McLeod : Pete
- 1951 : Captain Video: Master of the Stratosphere de Spencer Gordon Bennet et Wallace Grissell (serial) : Retner
- 1952 : Barbe-Noire le pirate (Blackbeard the Pirate) de Raoul Walsh : Gilly
- 1952 : La Première Sirène (Million Dollar Mermaid) de Mervyn LeRoy : Un homme applaudissant sur le Tower Bridge
- 1953 : On se bat aux Indes (Rogue's March) d'Allan Davis (en) : Fish
- 1954 : La Grande Nuit de Casanova (Casanova's Big Night) de Norman Z. McLeod : Le petit homme
- 1955 : Les Contrebandiers de Moonfleet (Moonfleet) de Fritz Lang : Jacob

### Séries télévisées
- 1950 : Dick Tracy, saison 2, épisode 8 B.O. Plenty's Folly et épisode 24 The Ghost of Gravel Gertie : rôles non spécifiés
- 1952 : Boston Blackie, saison 2, épisode 6 Minuet for Murders (Rainey), épisode 7 Timely Hour (rôle non spécifié) de Sobey Martin et épisode 8 Queen of Thieves (Archie « the Dip »)

## Théâtre à Broadway (intégrale)
- 1942 : Heart of a City de Lesley Storm : George
- 1944-1945 : Hand in Glove de Charles K. Freeman et Gerald Savory, mise en scène de James Whale : Jenny